# Amenija
Amenija (egipčansko imn-iA)  je bila egipčanska plemkinja in prva žena faraona Horemheba, zadnjega vladarja Osemnajste egipčanske dinastije.
O njej je zelo malo znanega. Zdi se, da je umrla med vladavino faraona Aja, ali že med vladavino Tutankamona, preden je Horemheb zavladal kot faraon.

## Pokop
Amenija je bila pokopana v Horemhebovi grobnici v Memfisu skupaj z njegovo drugo ženo Mutnedžmet. V grobnici je predstavljena v več napisih in kipih. Upodobljena je morda tudi v prizoru na velikem dvorišču grobnice in v prizoru pri vhodu v glavno kapelo. Na kipih, ki so ju našli v dveh kapelah grobnice, je upodobljena skupaj  s Horemhebom. Na stebrih na drugem dvorišču je prikazana kot Amonova pevka.